# Theretra aeas
Theretra aeas är en fjärilsart som beskrevs av Pieter Cramer 1779. Theretra aeas ingår i släktet Theretra och familjen svärmare. Inga underarter finns listade i Catalogue of Life.